# Schmitz Cargobull
Společnost Schmitz Cargobull AG je německý výrobce návěsů, nástaveb a přívěsů. Centrála podniku se nachází v Horstmaru, sídlo společnosti v sousedním Altenberge ve spolkové zemi Severní Porýní-Vestfálsko. Tento rodinný podnik v účetním roce 2014/2015 zaměstnával 4 920 spolupracovníků, měl obrat ve výši 1,589 mld. EUR a stal se tímto lídrem trhu v Evropě. Akcionáři jsou se stejnými podíly rodiny Dr. Heinze Schmitze, Petera Schmitze a Bernda Hoffmanna.

## Historie společnosti

### Založení a rozvoj

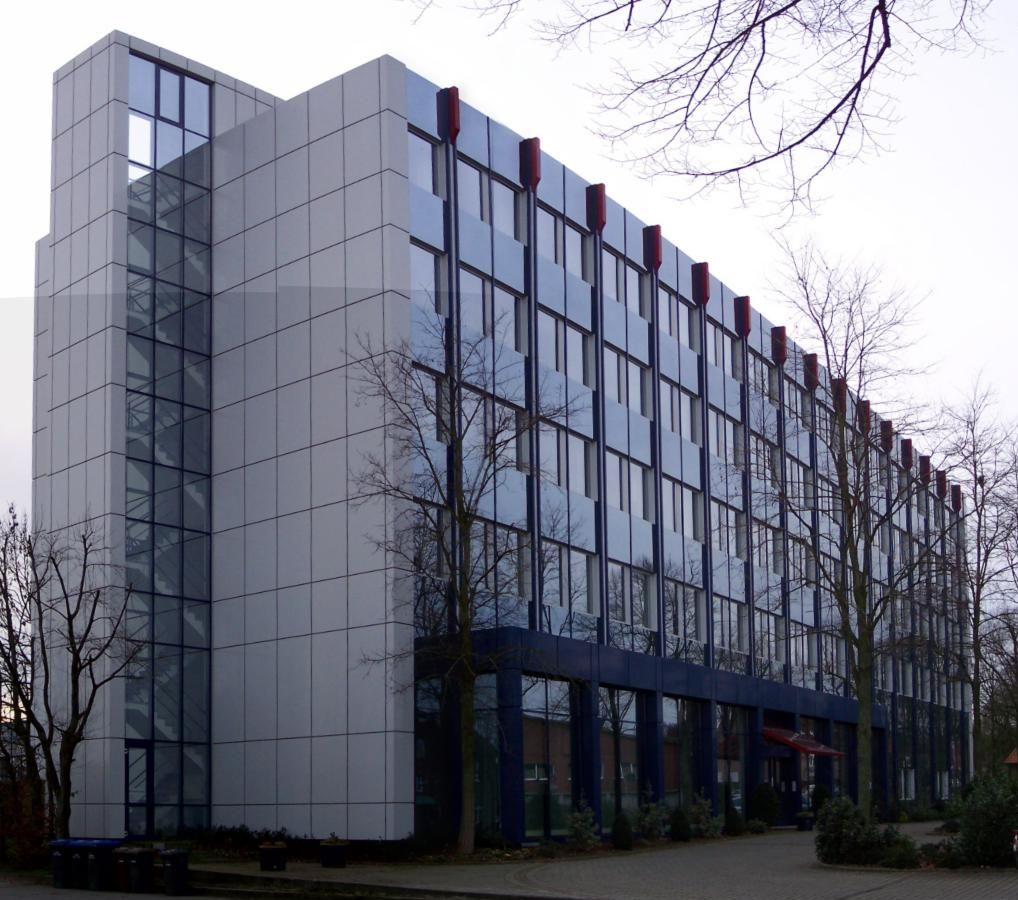
Centrála Schmitz Cargobull AG v Horstmaru

Počátky společnosti sahají až do roku 1892. Tehdy začal Heinrich Schmitz, zakladatel společnosti, která již přes 100 let vlastnila jako rodinný majetek kovářské dílny v Altenberge u Münsteru, konstruovat vozy. První vzestupný vývoj zaznamenalo nové obchodní odvětví kovářské dílny s rostoucí motorizací koncem 20. let 20. století. V této době se změnil podnik z řemeslného podniku na průmyslovou výrobu vozidel. V roce 1928 byl vyexpedován první přívěs pro motorová vozidla vybavený plnopryžovými pneumatikami. Od roku 1935 se vyráběly návěsy a skříňové vozy s ocelovým vnějším pláštěm na dřevěné kostře. V roce 1950 vyrobila firma Schmitz svou první izolovanou a temperovanou nástavbu.

### Expanze, krize a nové zaměření
Podnik rostl v šedesátých letech a to zejména po první ropné krizi na počátku sedmdesátých let, kdy velké zakázky z Blízkého východu přinesly velkou míru růstu. Se začátkem První války v Zálivu neprobíhaly v osmdesátých letech zakázky z arabských zemí a společnost Schmitz Cargobull se ocitla v krizi.
Reformní politika východní Evropy a znovusjednocení Německa zajistily podniku nový vzestup až do poloviny devadesátých let, kdy došlo k opětovnému výpadku zakázek. Následovala důsledná reorganizace výroby: Sortiment produktů byl omezen na čtyři základní typy, počet nutných dílů výrazně snížen, výrobní a dodací lhůty zkráceny a podíl mzdových nákladů snížen.
V březnu 1999 byla stažena první veřejná nabídka akcií společnosti z důvodu slabé poptávky. Od té doby se plány na opětovnou veřejnou nabídku akcií neuskutečnily.
V účetním roce 2004/2005 (1. 4. až 31. 3.) ohlásila společnost Schmitz Cargobull poprvé obrat ve výši přes 1 mld. eur (1,21 mld. eur, 36 000 vyrobených vozů). V průběhu pěti let se obrat zdvojnásobil a bylo přijato 1 500 nových pracovních sil.

### Aktuální vývoj obchodu
V účetním roce 2007/2008 bylo dosaženo poprvé obratu ve výši přes 2 mld. eur (2,14 mld. eur, 66 500 vyrobených vozů). V důsledku světové hospodářské krize drasticky klesl příjem objednávek. Obrat 2009/2010 klesl o 70 procent na 660 mil. eur (12 800 vyrobených vozů). Již 2010/2011 překročil obrat opět miliardovou hranici a dnes činí 1,5 mld. €.
V listopadu 2012 došlo k podepsání smlouvy o společném podniku (smlouva Joint Venture) s čínskou společností Dongfeng Motor Company, Ltd. . Spolupráce se zaměřuje na výrobu návěsů na čínském trhu.
V dubnu 2013 oznámila společnost Schmitz Cargobull plány na otevření nového výrobního závodu v Rusku, na jihu Petrohradu.

## Produkty a služby
Sortiment produktů od společnosti Schmitz Cargobull zahrnuje:
- Skříňový návěs pro přepravu suchého a chlazeného zboží
- Plachtový přívěs a plachtový návěs pro přepravu kusového zboží, oceli, papíru, nápojů
- Sklápěcí návěs pro přepravu sypkého materiálu ve stavebnictví a v zemědělství
- Kontejnerový podvozek
- Přívěsy a nástavby

Společnost Schmitz Cargobull nabízí prostřednictvím dceřiných společností následující služby:
- Schmitz Cargobull Finance: Leasing a pronájem s možností budoucí koupě
- Schmitz Cargobull Parts & Services: Náhradní díly a servisní služby
- Schmitz Cargobull Cool: Přepravní chladicí stroje
- Schmitz Cargobull Telematics: Telematika pro návěsy a datové služby
- Schmitz Cargobull Trailer Stores: Obchod s ojetými vozidly

## Pobočky
Většina výroby se realizuje v Německu a je distribuována do zahraničí. Hlavními odbytišti jsou západní, severní, střední a východní Evropa, stejně jako Blízký a Střední východ.
Výrobní závody se nacházejí v Německu ve městech Altenberge, Vreden, Gotha, Berlín a Toddin, v dalších evropských zemích v Zaragoze (Španělsko), Panevėžysu (Litva) a v Petrohradu (Rusko). V roce 2014 byla zahájena další výroba v Číně.
Společnost Schmitz Cargobull je zastoupena vlastním prodejem, popř. distribučními partnery ve všech evropských zemích a provozuje síť přibližně 1 200 autorizovaných servisů po celé Evropě.

## Schmitz Cargobull v Česku
V Česku distribuuje produkty společnosti Schmitz Cargobull firma EWT s.r.o. Česká republika, založená v roce 1995, dceřiná společnost skupiny EWT se sídlem v rakouském Kitzbühelu. Podnik je zastoupen distribučním centrem v Brandýse nad Labem.

## Značka
Název obchodní značky Schmitz Cargobull s modrým slonem jako obchodní značkou byla zavedena koncem osmdesátých let. Do té doby působila společnost pod názvem Schmitz-Anhänger Fahrzeugbau GmbH und Co. KG.